# حیران (فیلم)
حیران نخستین فیلم سینمایی شالیزه عارفپور محصول سال ۱۳۸۷ است.

## خلاصه فیلم
ماهی عاشق یک پسر افغان می‌شود و به خاطر رسیدن به او والدین خود را رها می‌کند و به تهران می‌رود؛ و پس از کش و قوس‌های فراوان با حیران ازدواج می‌کند.
در زمانی که او منتظر به دنیا آمدن دخترش هست حیران ناپدید می‌شود…

## بازیگران
| بازیگر         | نقش          |
| -------------- | ------------ |
| مهرداد صدیقیان | حیران        |
| باران کوثری    | ماهی         |
| خسرو شکیبایی   | پدربزرگ ماهی |
| فرهاد اصلانی   | پدر ماهی     |
| ژاله صامتی     | مادر ماهی    |
| فوژان عارف پور |              |

## جشنواره

### شرکت در جشنواره
- بیست و هفتمین جشنواره بین‌المللی فیلم فجر؛ بخش مسابقه سینمای ایران؛ ۱۳۸۷
- بیست و هفتمین جشنواره بین‌المللی فیلم فجر؛ بخش مسابقه فیلم‌های اول و دوم؛ ۱۳۸۷

### جایزه و کاندیدا
- کاندیدای بهترین موسیقی متن؛ علیرضا کهن‌دیری؛ بیست و هفتمین جشنواره بین‌المللی فیلم فجر؛ بخش مسابقه سینمای ایران؛ ۱۳۸۷
- کاندیدای بهترین بازیگر نقش اول زن؛ باران کوثری؛ بیست و هفتمین جشنواره بین‌المللی فیلم فجر؛ بخش مسابقه سینمای ایران؛ ۱۳۸۷
- کاندیدای بهترین کارگردانی؛ شالیزه عارف‌پور؛ بیست و هفتمین جشنواره بین‌المللی فیلم فجر؛ بخش مسابقه فیلم‌های اول و دوم؛ ۱۳۸۷